# 이현일 (배드민턴 선수)

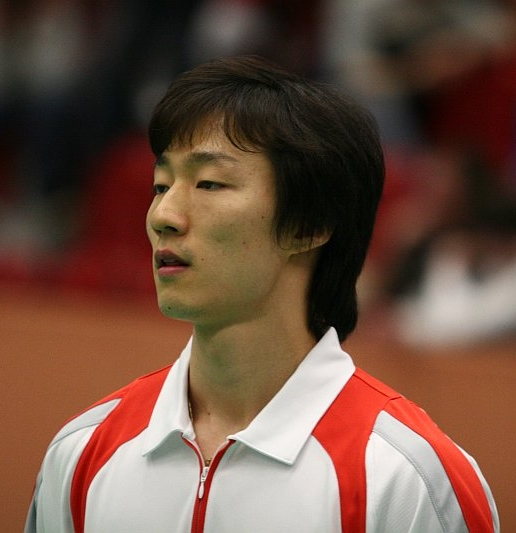
이현일

이현일(李炫一, 1980년 4월 17일~ )은 대한민국의 배드민턴 국가대표 선수이다.

## 학력
- 한국체육대학교대학원 석사